# اس‌ام‌اس آمازون
اس‌ام‌اس آمازون (به انگلیسی: SMS Amazone) یک کشتی بود که طول آن ۱۰۴٫۸ متر (۳۴۳٫۸ فوت) بود. این کشتی در سال ۱۹۰۰ ساخته شد.